# Italienska arméns underofficersgrader
Italien har en yrkesarmé med ett trebefälssystem, officerare (ufficiali), underofficerare (sottufficiali - ruolo marescialli) och underbefäl (sottufficiali - ruolo sergenti). Underofficerarnas typbefattning är som plutonchefer. De omfattar NATO-koderna OR9 och OR8. Underofficerskåren rekryters huvudsakligen direkt från det civila livet, men även från underbefälskåren. För direktrekryterade underofficersaspiranter krävs studentexamen med högskolebehörighet. Underofficerarna utbildas under tre år vid den italienska arméns underofficersskola (Scuola Sottufficiali dell’Esercito) i Viterbo. Utbildningen leder fram till en kandidatexamen i organisations- och förvaltningslära, som avläggs vid Università degli Studi della Tuscia i Viterbo. Underbefälskåren rekryteras från tillsvidareanställda soldater (yrkessoldater). Underbefälets typbefattning är som gruppchefer. Deras grader omfattar NATO-koderna OR7-5.
|                     |                                |                     |                                |                       |                     |                        |                           |                |
| Militära grader     | Primo Maresciallo Luogotenente | Primo Maresciallo   | Maresciallo Capo               | Maresciallo Ordinario | Maresciallo         | Sergente Maggiore Capo | Sergente Maggiore         | Sergente       |
| Svensk motsvarighet | Regementsförvaltare Förvaltare | Regementsförvaltare | Regementsförvaltare Fanjunkare | Förvaltare            | Förvaltare Sergeant | Fanjunkare Rustmästare | Förste sergeant Överfurir | Sergeant Furir |
| NATO-kod            | OR-9                           | OR-9                | OR-9                           | OR-8                  | OR-8                | OR-7                   | OR-6                      | OR-5           |

De italienska underofficerarnas grader motsvarar graderna OR-9 och OR-8 enligt NATO-kod. Underbefälets grader motsvarar graderna OR-7, OR-6 och OR-5 enligt samma kod.